# Ужичка препеченица
Ужичка препеченица је аутохтона сорта ракије шљивовице која се производи на подручју Златиборског округа, познатом по великом броју произвођача ракије врхунског квалитета. Производња овог пића има дугу и раширену традицију, па кад у јесен преври шљива у кацама, скоро да нема дворишта у овом крају без подложеног казана за ракију.
Најбоља ужичка препеченица пече се од  шљиве „маџарке“ у Мокрој Гори, Карану, Рибашевини, Стапарима, Равнима у Костојерићу. Са ознаком географског порекла, произведена углавном од стране породичних и малих произвођача фокусираних на квалитет и адекватну презентацију и маркетинг, ужичка препеченица је заједно са осталим ракијама шљивовицама, постала позната и ван граница Србије.

## Историја
Ужичка препеченица има дугу традицију, која датира од друге половине 19. века, када су браћа Јокановић Илија и Павле откупљивали меку ракију и од ње правили препеченицу. Ракија се производила у Јокановићевој кући „Пецари”, која је сачувана и данас, у којој је музејска поставка, док је од препеченице производио клековачу и продавао по целој Србији трговац Тома Наумовић. Почетком 20. века, Кремићи, Властимир и Милутин излагали су своје ракије и освајали признања на сајмовима у Лондону и Солуну.
 

У Ужицу је због великог промета и производње ракије отворена Ракијска пијаца, по којој и дан данас тај део Ужица носи име. 
Након окупације Краљевина Србија 1915. године, све врема трајања Првог свестског рата, настао је Ценсарско – краљевски војни генерални гувернманм на челу са гувером генералом Јохан гроф Салис-Левис, коме начелник аустроугарског генералштаба, Ханс барон Конрад фон Хецендорф, 15. марта 1916, наредио да свом снагом, безобзирно води рачуна о итересном вођењу рата и оружаних снага”, да “најчвршћом руком и с безобзирном строгошћу уништава сваку побуну.  Следила је у Ужицу невиђена пљачка, и заустављања рада Ткачница и стругара, затворене су све три банке, затворене су школе.  Између осталог, аустроугарски окупатор је забранио приватно печење ракије и пленио све количине ракије преко 10 литара.
У периоду између два Светска рата у Ужицу нема предузећа која се баве производњом и прометом алкохолних пића, већ то раде предузимљиви Ужичани попут Ристе Петровић, власник кафане  „Зелени венац”, или Радојица Јовановић, власник кафане Конго на Ракијској пијаци. Посао са ужичком препећеницомсве више сед развија, и она постаје познате на далеко.
 

Током окупације ужичког краја у Другом светском рату производња и промет ракије је настављена. 
| „ | Тадашњи окупатор је мање отимао, а више убијао. Ипак, Срби су се највише убијали између себе у страшном грађанском рату који, ако узмемо заоставштину партизана и четника, се још није завршио. У том окупаторско – братоубилачком рату, за толико убијање је била веома потребна ракија. | ” |

Након Другог светског рата започела је 1960тих година индустриска производња ужичке ракије, када је 1969. године у Крчагову отворен погон „Инекс клековача”, који је пословао као самостално предузеће у саставу фирме „Инекс” из Београд. У почетку је производња била везана за угостититељско предузеће Слога из којег је пецара издвојена. Касније су ужичке ракије могле да се нађу у целој СФР Југославији. „Инекс клековача“ је 1998. припојена пекарском предузећу „Сретен Гудурић“. Производњом и прометом ракије се бавила и Задруга „Јелова”.

## Производња
Идеалне сорте за производњу шљивовице препеченице су неприкосновена пожегача („маџарка”), црвена ранка, чачанска лепотица и ваљевка. Процес обухвата неколико фаза:
- берба воћа,
- сакупљање и транспорт до судова за врење,
- прерада воћа и врење воћног кљука или  „џибре",
- дестилација преврелог воћног кљука
- препек сирове, благе, или „меке" ракије.
- одлежавање препеченице у храстовим бурадима.

Прерада шљиве у препеченицу у домаћинствима подразумева специфична знања која најчешће обављају мушки чланови домаћинства, док остали чланови породице учествују у брању и скупљању шљива и другим припремним радњама.

## Ужичка препеченица као део традиције Србије
Неке од примера ужичке препеченице, изразитог квалитета, као што је ракија „Краљица” дестилерије Зарић за сада једина наша ракија са заштићеним географским пореклом. Ова и друге ужичке препеченице  требало би да заједно са шљивовом ракијом, која има тај статус, буде уврштена у нематеријално културно наслеђа Србије, јер се у суштини ради о истом производу (воћној ракији од шљива), јединственог квалитета и укуса.
Међу познатије брендове ужичке препеченице спадају:
- „Златна долина”,
- „Златна бисерка”,
- „Стара Драганова”,
- „Соколова ракија”,
- „Жута оса”
- „Стара песма“
- „ББ Клека“

Као добар промотер овог бренда важну улогу има Косјерић као подручје са добром сировинском базом (преко 1.300 ha под шљивом и годишњим родом од 3-5.000 t) у коме се према проценама годишње произведе близу 75.000 t ужичке препеченице.